# Виктор Матвиенко
Виктор Матвиенко (на украински: Віктор Матвієнко; на руски: Виктор Матвиенко) е съветски и украински футболист и треньор. Почетен майстор на спорта на СССР (1975).

## Кариера
Възпитаник на школата на Металург Запорожие. Той играе за отбора между 1966 и 1967 г. и 1970 г., СКА Одеса, Динамо Киев, Днипро Днипропетровск.
В шампионата на СССР (най-високата лига) в продължение на 10 години играе 209 мача и вкарва 8 гола. В Динамо Киев през 1972-1977 г. изиграва 30 мача в европейските клубни турнири (Купа на европейските шампиони - 15, Купа на УЕФА - 6, Купа на носителите на купи – 9).

### Национален отбор
На 14 юни 1971 г. Матвиенко дебютира в националния отбор на СССР - в Москва в приятелски мач с отбора на Шотландия (1:0). Той е част от отбора на страната в Европейското първенство през 1972 г., но не играе на турнира. Той взима участие в мачовете на Олимпиадата през 1976 г. в Монреал, в квалификациите за Световното първенство през 1978 г. Общо за националния отбор на СССР има 21 мача (включително 5 мача за олимпийския отбор на СССР).

## Отличия

### Отборни
Динамо Киев
- Съветска Висша лига: 1971, 1974, 1975, 1977
- Купа на СССР по футбол: 1974
- Купа на носителите на купи: 1975
- Суперкупа на УЕФА: 1975